# 山本正司
山本 正司（やまもと しょうじ、1936年11月14日 - 2016年12月24日）は、日本中央競馬会 (JRA)・栗東トレーニングセンターに所属していた元騎手・元調教師。愛媛県松山市出身。

## 人物・経歴
父の正親が地方競馬の馬主兼騎手だった影響で、早くから競馬に親しみを持っており、やがて勉強嫌いもあって高校を中退して騎手を志し、父親とともに阪神競馬場を訪れたもののつてがなかったため、たまたま競馬場の前に出ていた予想屋に武田文吾の名前を教えてもらい、武田との面会の結果、1952年（昭和27年）11月、京都競馬場の武田厩舎に騎手候補として入門を許されたという。
1953年（昭和28年）に馬事公苑長期騎手課程4期生として講習を受け、1956年（昭和31年）3月に騎手試験に合格し騎手としてデビューした。
当時の武田厩舎では名騎手の栗田勝が主戦騎手を務めており、1年前にデビューした松本善登とともに2番手の座を争っていたが、やがて不満を抱き、1960年（昭和35年）に阪神の高橋直厩舎に移籍した。1963年（昭和38年）には松田由太郎厩舎、1969年（昭和44年）には京都競馬場・中村武志厩舎に移籍した。
騎手時代の騎乗馬で最も有名なのが1965年（昭和40年）に東京優駿を制覇したキーストンである。長らくの親友であった杉本清 （元関西テレビ放送アナウンサー）によると、生前の山本にキーストンの話を向けると山本が涙を流したので話題に出すことがはばかられたという（キーストンと山本を巡る逸話については、キーストンを参照）。
1971年（昭和46年）、親しかった丸目敏栄が落馬事故で長期間意識不明になる重傷を負ってからは調教師への転向を考えるようになり、1972年（昭和47年）秋の調教師試験を受験して合格。翌1973年（昭和48年）に騎手を引退した。
1975年（昭和50年）に厩舎を開業。開業した年にCBC賞をオーラミハルで重賞初制覇。1978年（昭和53年）には、武田厩舎の弟弟子にあたる福永洋一を鞍上に迎えたオヤマテスコで桜花賞を制し、1984年（昭和59年）にハッピープログレスで安田記念を制覇する。
1986年（昭和61年）に松永幹夫を厩舎の所属騎手に迎えてからは一貫して松永を主戦騎手に据えた。2005年（平成17年）の天皇賞・秋では、ハッピープログレス以来21年ぶりのJRAGI勝利を松永騎乗のヘヴンリーロマンスで達成した。
2007年（平成19年）2月に勇退。愛弟子の松永が調教師として厩舎を引き継いだ。
2016年12月24日夜に死去。80歳没。

## エピソード
- 杉本とは古くから親交があり、騎手としてキーストンでダービーを制した際取材に来た杉本に山本が「どちらが先に結婚するか賭けよう」と持ちかけた。この時山本はすでに結婚がほぼ決まっており、杉本は賭けに負けた罰として結婚式の司会を務めたが、これがきっかけで親交を深めた。 後年、松永幹夫が結婚する際には、杉本夫妻が媒酌人を務めた。

## 騎手成績
- 通算1952戦212勝（重賞10勝・うち八大競走1勝）

### 主な騎乗馬
- キーストン（1965年弥生賞・東京優駿・京都杯、1966年金杯）
- エプソム（1967年中京記念・スワンステークス）
- ダイイチオー（1969年スワンステークス）
- タニノソブリン（1969年函館3歳ステークス）
- リキリュウシンゲキ（1969年阪神牝馬特別）
- フアストバンブー（1971年スワンステークス）

## 調教師成績
- 通算5579戦555勝（重賞32勝・うちG1級8勝）

### 主な管理馬
- オーラミハル（1975年CBC賞）
- シングル（1976年アラブ大賞典（春））
- オヤマテスコ（1978年桜花賞）
- ジョーアルバトロス（1980年中京障害ステークス、阪神障害ステークス（秋））
- ハッピープログレス（1982年・1984年CBC賞、1983年阪急杯、1984年スプリンターズステークス、京王杯スプリングカップ、安田記念）
- マイシンザン（1993年NHK杯、1995年朝日チャレンジカップ）
- ボディーガード（1993年デイリー杯3歳ステークス、1995年阪急杯）
- ゼネラリスト（1996年シンザン記念、1997年金鯱賞）
- トキオワイルド（1999年京都ジャンプステークス）
- レギュラーメンバー（2000年ダービーグランプリ、川崎記念、JBCクラシック）
- メガスターダム（2001年ラジオたんぱ杯2歳ステークス、2005年中京記念）
- カネツフルーヴ（2002年帝王賞、2003年川崎記念、ダイオライト記念、オグリキャップ記念）
- ブレイクタイム（2002年・2003年京成杯オータムハンデキャップ2回）
- ヘヴンリーロマンス（2004年阪神牝馬ステークス、2005年札幌記念、天皇賞・秋）

## 主な厩舎所属者
※太字は門下生。括弧内は厩舎所属期間と所属中の職分。
- 松若勲（1976年-1977年 騎手）
- 松永幹夫（1986年-2006年 騎手）